# Filip Slöör
Filip Olof Julius Slöör, född 6 november 1908 i Hedvig Eleonora församling i Stockholm, död 24 april 1979 i Oscars församling i Stockholm, var en svensk företagsledare.
Filip Slöör var son till direktören Hugo Slöör och Hildur Larsson (omgift Nygren). Efter studentexamen 1928 bedrev han handels- och språkstudier i Frankrike, Tyskland och England. Han avlade reservofficersexamen 1931 och blev ryttmästare i kavalleriets reserv. Han var disponent vid Svenska BP Olje AB samt verkställande direktör i Oil-O-Matic Skandinavia AB 1952–1961.
Han var ordförande i Oljeeldningsfirmornas riksförbund, Oil-O-Matic Skandinavia AB och Stockholms ryttarförbund. Han hade utmärkelserna Finska Frihetskorsets orden av fjärde klass med svärd (FFrK4klmsv) och Finsk krigsminnesmedalj (FMM).
Åren 1936–1959 var han gift med Gunilla Ryman (född 1914) och fick barnen Ove (1937–2018), Michael (1941–1971) och Anna (född 1943). Sedan var han gift 1961–1970 med ryttaren Ninna Stumpe (född 1940).